# Денс-рок
Денс-рок (англ. Dance-rock) — музичний жанр пост-диско, що пов'язаний з пост-панком та новою хвилею, і має деякі елементи від сучасного R&B і фанку.
Самостійним жанром денс-рок став наприкінці 1980-х років в США та Британії. Першими представниками денс-року були Артур Рассел, Liquid Liquid і Polyrock  та компіляційний альбом різних виконавців «Disco Not Disco» .
Майкл Кемпбелл у своїй книзі «Популярна музика в Америці» писав, що денс-рок є «злиттям пост-панка і пост-диско». Роберт Крістгау описав денс-рок, як загальний термін, що використовувався різноманітними ді-джейями в 1980-х роках.
Allmusic відносить денс-рок до виконавців 1980-х та 1990-х років, які поєднували у своїй музиці рок з елементами соула, диско і фанка. До цього жанру в ті часи Allmusic відносить Rolling Stones, Duran Duran, Simple Minds, INXS, Eurythmics, Depeche Mode, The Clash, New Order і Devo. Деякі виконавці, як, наприклад, No Doubt, Garbage, Scissor Sisters, Franz Ferdinand і The Killers намагаються поєднувати денс-рок з деякими іншими музичними стилями.

## Характеристика
Майкл Кемпбелл у своїй книзі «Популярна музика в Америці» пише, що визначає жанр як «злиття пост-панку і пост-диско». Роберт Крістгау описав денс-рок, як загальний термін, використовуваний для різних діджеїв в 1980-х.
AllMusic відносить до денс-року виконавців 1980-х і 1990-х років, чия музика поєднує в собі рок з елементами соула, диско і фанку. Такі виконавці, як The Rolling Stones, Девід Бові, Duran Duran, Simple Minds, INXS, Eurythmics, Depeche Mode, The Clash, New Order і Devo згідно Allmusic, належать до цього жанру. Деякі виконавці, такі як No Doubt, Garbage, Роббі Вільямс, Scissor Sisters, Franz Ferdinand і The Killers поєднують денс-рок з деякими іншими музичними стилями.

## Історія
Передбачалося, що нова хвиля і рок-музика замінять диско в танцювальних клубах, проте, замість цього з'явилася суміш пост-диско, рок і нової хвилі. Артур Бейкер стверджує, що синтезатори допомогли сформувати абсолютно нову музику, яка поєднуватиме в собі рок з атмосферними, холодними і механічними звуками. Першими виконавцями денс-року були New Order, Prince, The Human League, Blondie, Tom Tom Club і Devo. Потім з'явилися Hall & Oates, Thompson Twins, ABC, Depeche Mode і Spandau Ballet. Також з'явилося багато виконавців, які змішували денс-рок з іншими жанрами. Наприклад, Kraftwerk, в своєму альбомі  Computerwelt , поєднали денс-рок з R & B  або Африка Бамбата у пісні «Planet Rock» поєднав жанр з електро. Денс-рок також пробудив інтерес слухачів до синглів і міні-альбомів.
Основними виконавцями, які вплинули на жанр є техно-поп-групи нової хвилі такі, як The Human League і Spandau Ballet. На думку журналу Billboard, найбільш значущою записом денс-року є пісня групи The Human League «Do not You Want Me».

## Відомі представники напрямку
| Виконавці першої хвилі денс-року: - Depeche Mode - New Order - Eurythmics - Talking Heads - Blondie - Tom Tom Club - Devo | Виконавці другої хвилі денс-року: - Stray Cats - Altered Images - The Waitresses - Classix Nouveaux - Icehouse - Missing Persons - Kid Creole and the Coconuts - ABC - Ultravox - Depeche Mode - Bow Wow Wow - Spandau Ballet - Duran Duran |